# Calicorema squarrosa
Calicorema squarrosa là loài thực vật có hoa thuộc họ Dền. Loài này được (Schinz) Schinz mô tả khoa học đầu tiên năm 1934.